# Super Troopers 2
Super Troopers 2 ist eine US-amerikanische Filmkomödie aus dem Jahr 2018, die von Jay Chandrasekhar inszeniert wurde. Der Film ist die Fortsetzung von Super Troopers – Die Superbullen aus dem Jahr 2001 und folgt den Abenteuern einer Gruppe von Polizisten, die für ihre unkonventionellen und oft fragwürdigen Methoden bekannt sind.

## Handlung
Die Handlung des Films beginnt mit einer Gruppe von fünf Polizisten des Vermont Highway Patrols, die nach einer Schießerei in den vorzeitigen Ruhestand versetzt werden. Während sie versuchen, sich an ihr neues Leben anzupassen, werden sie von ihrem ehemaligen Vorgesetzten Captain O’Hagan (Brian Cox) in eine geheime Mission gerufen. Die Gruppe erfährt, dass ein Stück Land, das bisher zum kanadischen Territorium gehörte, tatsächlich zum US-Staat gehört. Um das Land zurückzugewinnen, müssen die Polizisten eine örtliche kanadische Polizeieinheit überlisten, indem sie eine Polizeistation in Kanada errichten und ihre kanadischen Kollegen in eine Falle locken.
Die Super Troopers, wie sich die Gruppe nennt, machen sich auf den Weg nach Kanada, wo sie schnell feststellen, dass ihre kanadischen Kollegen, die Mounties, viel seriöser und professioneller sind als sie. Die Gruppe hat Schwierigkeiten, sich an die kanadischen Gesetze und Gebräuche anzupassen, und es kommt zu einer Reihe von Missverständnissen und Konflikten. Schließlich finden die Super Troopers heraus, dass die kanadischen Behörden versuchen, das Land aus politischen Gründen zurückbehaltenen, und beschließen, sich gegen die kanadischen Beamten zu stellen.
Der Film ist voller humorvoller Momente, die sich aus den absurden Situationen ergeben, in die die Super Troopers geraten. Die Komik basiert oft auf Stereotypen und Vorurteilen gegenüber Kanadiern und Amerikanern, wobei die kanadischen Beamten als disziplinierte, höfliche und humorlose Menschen dargestellt werden, während die amerikanischen Polizisten unbeholfen, überheblich und unverantwortlich sind.
Eine wichtige Handlungslinie im Film ist die Beziehung zwischen den beiden Polizeieinheiten, die durch den Konflikt zwischen den USA und Kanada auf die Probe gestellt wird. Die Super Troopers müssen lernen, mit den kanadischen Beamten zusammenzuarbeiten und ihre Unterschiede beiseite zu legen, um ihr gemeinsames Ziel zu erreichen.

## Produktion und Veröffentlichung
Super Troopers 2 entstand durch eine Crowdfunding-Kampagne, die von Fans initiiert wurde. Innerhalb der ersten 24 Stunden wurden 2 Millionen Dollar gesammelt. Am Ende der Kampagne standen 4,7 Millionen Dollar zur Verfügung. Regie führte Jay Chandrasekhar und das Drehbuch schrieb Broken Lizard. Der Produzent war Richard Perello. Die Musik komponierte Eagles of Death Metal und für die Kameraführung war Joe Collins verantwortlich. Für den Schnitt verantwortlich war Spencer Houck. Der Film kam am 12. Juli 2018 raus.

## Rezeption
- Lexikon des internationalen Films: „Die späte Fortsetzung eines Blödelfilms vom Comedy-Kollektiv Broken Lizard kreist um Vorurteile, nationale Klischees und Zoten. Der via Crowdfunding finanzierte Klamauk erschöpft sich in anzüglichen Witzen, homophoben Anspielungen und reichlich Sexismus. Eine missglückte Komödie, in der alternde Komiker ihren Stillstand zelebrieren.“[5]
- „zwischendrin (...), unterschwellig anklingende Schwulen- und Frauenfeindlichkeit (...) – einfach von gestern und keine Geschmacksfrage“, kritisierte Wessels-Filmkritik.com.[2] Die Geschichte stürze sich auf so ziemlich alle naheliegenden Klischees. „Das hat vielleicht noch Anfang der 2000er-Jahre funktioniert, wirkt heutzutage aber irgendwie recht deplatziert“.[6] Auch Humor „unter der Gürtellinie“ wurde kritisiert.[2][6]
- Der Blog CANNA Connection resümierte: „Wenn Du jedoch nach einem einfachen Film für eine Cannabis-Session suchst, dann ist die Neuauflage des Klassikers eine gute Wahl.“[3]